# Skupina f/64
Skupina f/64 (v izvirniku angleško 'Group f/64') je bila skupina umetniških fotografov iz San Francisca.
Skupino je sestavljalo 7 fotografov, ki so ustvarjali v podobnem slogu. Vsi so uporabljali odprtost zaslonke  f/64 (skrajno zaprta zaslonka), ki jim je omogočala fokus celotne fotografije. Ustanovitelji so bili Willard Van Dyke, Ansel Adams, Edward Weston in Imogen Cunningham.
Prvo skupno razstavo so imeli 15. novembra leta 1932 v spominskem muzeju M.H. de Younga v San Franciscu. 
Ta prva razstava je obsegala 80 fotografij, ki so pritegnile množice obiskovalcev.